# Delta 3000
Delta 3000 – seria amerykańskich rakiet nośnych Delta, rozwinięcie techniczne serii Delta 2000. Od poprzednika różni się jedynie silnikami pomocniczymi: silniki Castor 2 zastąpiły dwukrotnie mocniejsze jednostki Castor 4. W 1980 dodano stopień górny PAM-D, a 2 lata później stopień Delta-K ze zmodyfikowanym silnikiem AJ-10. Na 38 startów 35 zakończyło się sukcesem, natomiast 2 całkowitym zniszczeniem rakiety. Konstrukcja Delty 3000 posłużyła jako podstawa do stworzenia rakiety Delta II.

## System oznakowania
- Pierwsza cyfra (model członu pierwszego oraz silników pomocniczych):
  - 3: Thor ELT (silnik RS-27), Castor 4
- Druga cyfra (ilość silników pomocniczych):
  - 9: dziewięć silników
- Trzecia cyfra (model członu drugiego):
  - 1: Delta-P (silnik TR-201)
  - 2: Delta-K (silnik AJ-10-118K)
- Czwarta cyfra (model członu trzeciego):
  - 0: brak bądź PAM-D (silnik Star-48B)
  - 3: Star-37D
  - 4: Star-37E

Starty z wykorzystaniem stopnia PAM-D oznaczane były kodem 3XX0. Dla późniejszych serii rakiet Delta 4000 i Delta II wykorzystujących ten stopień wprowadzono cyfrę 5, jednak nie zastosowano tego oznaczenia dla rakiet Delta 3000.

## Starty
1. 13 grudnia 1975, 01:56 GMT; konfiguracja 3914; s/n Delta 118; miejsce startu: Cape Canaveral Air Force Station (SLC-17A), USA
Ładunek: Satcom-1; Uwagi: start udany
2. 26 marca 1976, 22:42 GMT; konfiguracja 3914; s/n Delta 121; miejsce startu: Cape Canaveral Air Force Station (SLC-17A), USA
Ładunek: Satcom-2; Uwagi: start udany
3. 13 września 1977, 23:21 GMT; konfiguracja 3914; s/n Delta 134; miejsce startu: Cape Canaveral Air Force Station (SLC-17A), USA
Ładunek: OTS-1; Uwagi: start nieudany − eksplozja rakiety w 52. sekundzie lotu z powodu pęknięcia w korpusie jednego z silników pomocniczych.
4. 11 maja 1978, 22:59 GMT; konfiguracja 3914; s/n Delta 141; miejsce startu: Cape Canaveral Air Force Station (SLC-17A), USA
Ładunek: OTS-2; Uwagi: start udany
5. 16 grudnia 1978, 00:21 GMT; konfiguracja 3914; s/n Delta 147; miejsce startu: Cape Canaveral Air Force Station (SLC-17A), USA
Ładunek: Anik-B1; Uwagi: start udany
6. 7 grudnia 1979, 01:35 GMT; konfiguracja 3914; s/n Delta 150; miejsce startu: Cape Canaveral Air Force Station (SLC-17A), USA
Ładunek: Satcom-3; Uwagi: start częściowo udany − nie zadziałał 3. stopień, satelita pozostał na bezużytecznej orbicie.
7. 14 lutego 1980, 15:57 GMT; konfiguracja 3910; s/n Delta 151; miejsce startu: Cape Canaveral Air Force Station (SLC-17A), USA
Ładunek: SMM; Uwagi: start udany
8. 9 września 1980, 22:27 GMT; konfiguracja 3914; s/n Delta 152; miejsce startu: Cape Canaveral Air Force Station (SLC-17A), USA
Ładunek: GOES-4; Uwagi: start udany
9. 15 listopada 1980, 22:49 GMT; konfiguracja 3910; s/n Delta 153; miejsce startu: Cape Canaveral Air Force Station (SLC-17A), USA
Ładunek: SBS-1; Uwagi: start udany
10. 22 maja 1981, 22:29 GMT; konfiguracja 3914; s/n Delta 154; miejsce startu: Cape Canaveral Air Force Station (SLC-17A), USA
Ładunek: GOES-5; Uwagi: start udany
11. 3 sierpnia 1981, 09:56 GMT; konfiguracja 3913; s/n Delta 155; miejsce startu: Vandenberg Air Force Base (SLC-2W), USA
Ładunek: Explorer 62/63; Uwagi: start udany
12. 24 września 1981, 23:09 GMT; konfiguracja 3910; s/n Delta 156; miejsce startu: Cape Canaveral Air Force Station (SLC-17A), USA
Ładunek: SBS-2; Uwagi: start udany
13. 20 listopada 1981, 01:97 GMT; konfiguracja 3910; s/n Delta 158; miejsce startu: Cape Canaveral Air Force Station (SLC-17A), USA
Ładunek: Satcom-3R; Uwagi: start udany
14. 16 stycznia 1982, 01:54 GMT; konfiguracja 3910; s/n Delta 159; miejsce startu: Cape Canaveral Air Force Station (SLC-17A), USA
Ładunek: Satcom-4; Uwagi: start udany
15. 26 lutego 1982, 00:04 GMT; konfiguracja 3910; s/n Delta 160; miejsce startu: Cape Canaveral Air Force Station (SLC-17A), USA
Ładunek: Westar 4; Uwagi: start udany
16. 10 kwietnia 1982, 06:47 GMT; konfiguracja 3910; s/n Delta 161; miejsce startu: Cape Canaveral Air Force Station (SLC-17A), USA
Ładunek: Insat 1A; Uwagi: start udany
17. 9 czerwca 1982, 00:24 GMT; konfiguracja 3910; s/n Delta 162; miejsce startu: Cape Canaveral Air Force Station (SLC-17A), USA
Ładunek: Westar 5; Uwagi: start udany
18. 16 lipca 1982, 17:59 GMT; konfiguracja 3920; s/n Delta 163; miejsce startu: Vandenberg Air Force Base (SLC-2W), USA
Ładunek: Landsat 4; Uwagi: start udany
19. 26 sierpnia 1982, 23:10 GMT; konfiguracja 3920; s/n Delta 164; miejsce startu: Cape Canaveral Air Force Station (SLC-17B), USA
Ładunek: Anik-D1; Uwagi: start udany
20. 28 października 1982, 01:27 GMT; konfiguracja 3924; s/n Delta 165; miejsce startu: Cape Canaveral Air Force Station (SLC-17B), USA
Ładunek: Satcom-5; Uwagi: start udany
21. 25 stycznia 1983, 02:17 GMT; konfiguracja 3910; s/n Delta 166; miejsce startu: Vandenberg Air Force Base (SLC-2W), USA
Ładunek: IRAS, PIX-2; Uwagi: start udany
22. 11 kwietnia 1983, 22:39 GMT; konfiguracja 3924; s/n Delta 167; miejsce startu: Cape Canaveral Air Force Station (SLC-17B), USA
Ładunek: Satcom-6; Uwagi: start udany
23. 28 kwietnia 1983, 02:26 GMT; konfiguracja 3914; s/n Delta 168 miejsce startu: Cape Canaveral Air Force Station (SLC-17A), USA
Ładunek: GOES-6; Uwagi: start udany
24. 26 maja 1983, 15:18 GMT; konfiguracja 3914; s/n Delta 169; miejsce startu: Vandenberg Air Force Base (SLC-2W), USA
Ładunek: Exosat; Uwagi: start udany
25. 28 czerwca 1983, 23:08 GMT; konfiguracja 3920; s/n Delta 170; miejsce startu: Cape Canaveral Air Force Station (SLC-17B), USA
Ładunek: Galaxy 1; Uwagi: start udany
26. 28 lipca 1983, 22:49 GMT; konfiguracja 3920; s/n Delta 171; miejsce startu: Cape Canaveral Air Force Station (SLC-17A), USA
Ładunek: Telstar-3A; Uwagi: start udany
27. 8 września 1983, 22:52 GMT; konfiguracja 3920; s/n Delta 172; miejsce startu: Cape Canaveral Air Force Station (SLC-17B), USA
Ładunek: Satcom-7; Uwagi: start udany
28. 22 września 1983, 22:16 GMT; konfiguracja 3920; s/n Delta 173; miejsce startu: Cape Canaveral Air Force Station (SLC-17A), USA
Ładunek: Galaxy 2; Uwagi: start udany
29. 1 marca 1984, 17:59 GMT; konfiguracja 3920; s/n Delta 174; miejsce startu: Vandenberg Air Force Base (SLC-2W), USA
Ładunek: Landsat 5, Oscar 11; Uwagi: start udany
30. 16 sierpnia 1984, 14:30 GMT; konfiguracja 3924; s/n Delta 175; miejsce startu: Cape Canaveral Air Force Station (SLC-17A), USA
Ładunek: Explorer 65; Uwagi: start udany
31. 21 września 1984, 22:18 GMT; konfiguracja 3920; s/n Delta 176; miejsce startu: Cape Canaveral Air Force Station (SLC-17B), USA
Ładunek: Galaxy 3; Uwagi: start udany
32. 14 listopada 1984, 00:34 GMT; konfiguracja 3914; s/n Delta 177; miejsce startu: Cape Canaveral Air Force Station (SLC-17A), USA
Ładunek: NATO 3D; Uwagi: start udany
33. 3 maja 1986, 22:18 GMT; konfiguracja 3914; s/n Delta 178; miejsce startu: Cape Canaveral Air Force Station (SLC-17A), USA
Ładunek: GOES-G; Uwagi: start nieudany − krótkie spięcie w instalacji elektrycznej spowodowało wygaszenie silnika RS-27 i utratę kontroli, rakieta zniszczona w 90. sekundzie lotu.
34. 5 września 1986, 15:08 GMT; konfiguracja 3920; s/n Delta 180; miejsce startu: Cape Canaveral Air Force Station (SLC-17B), USA
Ładunek: USA-19; Uwagi: start udany
35. 26 lutego 1987, 23:05 GMT; konfiguracja 3914; s/n Delta 179; miejsce startu: Cape Canaveral Air Force Station (SLC-17A), USA
Ładunek: GOES-7; Uwagi: start udany
36. 20 marca 1987, 22:22 GMT; konfiguracja 3920; s/n Delta 182; miejsce startu: Cape Canaveral Air Force Station (SLC-17B), USA
Ładunek: Palapa-B2P; Uwagi: start udany
37. 8 lutego 1988, 22:07 GMT; konfiguracja 3910; s/n Delta 181; miejsce startu: Cape Canaveral Air Force Station (SLC-17B), USA
Ładunek: USA-30; Uwagi: start udany
38. 24 marca 1989, 21:50 GMT; konfiguracja 3920; s/n Delta 183; miejsce startu: Cape Canaveral Air Force Station (SLC-17B), USA
Ładunek: Delta Star; Uwagi: start udany